# Delphacodes patruelis
Delphacodes patruelis är en insektsart som först beskrevs av Stsl 1859.  Delphacodes patruelis ingår i släktet Delphacodes och familjen sporrstritar. Inga underarter finns listade i Catalogue of Life.